# So Amazin'
So Amazin’ es el tercer álbum de estudio de la cantautora americana de R&B Christina Milian, lanzado el 16 de mayo de 2006 en Estados Unidos, el álbum está bajo los sellos discográficos Island/Def Jam Records. El primer sencillo del álbum "Say I" (junto a Young Jeezy) fue lanzada en las radios el 31 de enero de 2006. El álbum sufrió de decepcionantes ventas y se cree que esta es una de las razones por la que Island Def Jam rompió su contrato con Milian. El álbum debutó como #11 en la Billboard 200 y #3 en Hot R&B/Hip-Hop Albums, vendiendo 50.290 copias en su primera semana. Pero justo en su octava semana el álbum salió de la lista Billboard 200. El álbum es el de ventas más deprimentes que Milian ha tenido hasta la fecha con 500.000 copias vendidas. Antes de romper con su sello, fue lanzado el sencillo Gonna Tell Everybody que fue lanzado solo por radio.

## Lista de pistas
| #   | Title                                           |      |
| --- | ----------------------------------------------- | ---- |
| 1.  | "Say I" (junto a Young Jeezy)                   | 3:31 |
| 2.  | "Twisted"                                       | 4:00 |
| 3.  | "Gonna Tell Everybody"                          | 4:20 |
| 4.  | "Who's Gonna Ride" (junto a Three 6 Mafia)      | 4:10 |
| 5.  | "So Amazing" (junto a Dre)                      | 3:20 |
| 6.  | "Hot Boy" (junto a Dre)                         | 3:53 |
| 7.  | "Foolin'"                                       | 4:05 |
| 8.  | "My Lovin' Goes"                                | 4:00 |
| 9.  | "Just A Little Bit"                             | 3:05 |
| 10. | "Y'all Ain't Nuthin"                            | 4:17 |
| 11. | "Wind You Up" [Bonus Track Japonés]             | 3:42 |
| 12. | "Tonight" [Bonus Track Japonés y de Inglaterra] | 3:40 |
| 13. | "She Don't Know"                                | 4:31 |

## Personal
```
	Eddie Montilla – Bajo, guitarra y teclado
```

```
	Thomas "T" Hatcher - Bajo
```

## Producción
```
	Productores Ejecutivos: The Carter Administration, Christina Milian
	Productores Co-ejecutivos: Cool & Dre
	Ingenieros: John D.S. Adams, Renson Mateo, Gary Noble, Nico Solis
	Asistentes De Ingeniería: April DeVona, Alan Mason
	Mezclador: Jean-Marie Horvat
	Asistente De Mezclador: Patrick Magee, Kevin Mayer, James M. Wisner
	Mastering: Herb Powers
	Director Creativo: Alli Truch
	A&R: Adrienne Muhammad, Shakir Stewart
	Diseñador: Andy West
	Director De Arte: Andy West
	Fotografía: Tony Duran
```

## Track sobrantes
1.	"Lose Your Love" (junto a Twista) (escrita por Christina Milian, Twista, Jeff Jones, Paul Poli)
2.	"Keep That" (escrita por Christina Milian)

## Lista de éxitos
| Posición | 11     | 54     | 67     | 90     | 117   | 134   | 163   | 168   | 186   | out   | out | out |
| Ventas   | 50,290 | 19,627 | 14,771 | 11,366 | 8,859 | 6,755 | 5,639 | 4,847 | 2,567 | 1,342 | 676 | 283 |

| Posición | 89    | 67     | 69    | 88    | 107   | 194 | 205 | out | out |
| Ventas   | 5,360 | 10,350 | 9,500 | 5,500 | 1,000 | 360 | 56  | out | out |

| Posición | 9      | 16     | 18     | 24    | 29    | 40    | 55    | 60    | 79    | 87    |
| Ventas   | 19,252 | 14,191 | 12,054 | 6,850 | 5,530 | 4,620 | 2,756 | 2,240 | 2,105 | 2,000 |

| Posición | 55 | 69 | 93 | out |

| Posición | 139 | 164 | 123 | 146 | 189 | out |

- Datos: Q3487230